# Pátkai Rozina
Pátkai Rozina (Budapest, 1978. november 1.–) magyar énekesnő, dalszerző, képzőművész.
Olasz felmenőkkel is rendelkező énekesnő, bossa novát játszó együttesével vált ismertté, amellyel számos hazai és nemzetközi versenyen ért el sikereket. 2016-ban indult „Minka” elnevezésű projektje, amely az elektronikus zenét és a magyar költészetet ötvözi.
Férje Fenyvesi Márton, gitáros, zeneszerző, hangmérnök. Három gyermeke van: Kodolányi Kamilla Emma (2003), Sofia Rose P.Váczi (2006) és Fenyvesi Rudolf Benedek (2019).[forrás?]

## Élete és művészi karrierje
Magyar bölcsész- és angol szakos nyelvtanári diplomája után elvégezte az Etűd Zeneművészeti Szakközépiskola jazzének-szakát Winand Gábor tanítványaként, később pedig prozódia tantárgyat oktatott ugyanitt. A tanítás mellett újságíróként is tevékenykedett, miközben a budapesti Holisztikus Oktatási Intézetben alternatív mozgás- és masszázsterapeutaként végzett.
Zenei pályája a középiskolában indult, ahol Rakéta néven improvizatív rockot játszó zenekart alapított. Később klasszikus éneket tanult, első mestere Farkas Katalin, majd később Bátori Éva operaénekesnő volt. Gitározni Víg Mihálynál (Balaton, Trabant) tanult.
Pátkai Rozina és zenekara különböző formációkban 2010 óta koncertezik rendszeresen Budapesten és vidéken. 2011-től vezeti saját jazz-zenekarát, triójának tagjai Ifj. Tóth István gitárművész és Ávéd János szaxofonos, kortárs zeneszerző. Minka live actjében Bernáthy Zsiga techno zenésszel lép fel. A formáció koncertjein Karcis Gábor médiaművész működik közre rendszeresen.
Az EM9O formációban Erdély Miklós verseit zenésíti meg intermédia hallgató osztálytársaival, Bácsi Barnabás gitárossal és Melykó Richárd színész, költővel. 2012 óta kizárólag szabadúszó előadóművészként, dalszerzőként dolgozik.
Tanult és tanított a Magyar Hajnal Énekstúdióban. A zenekar 2013 januárjában, a Művészetek Palotájában, a Jazz Showcase-en kapott lehetőséget a bemutatkozásra. Kvintettjét a brazil dallamvilág, a modern zenei elemek és improvizációk jellemzik. A zenekar első lemezére az Egyesült Államokban is felfigyeltek, először az Independent Music Awards 2013 Közönségdíját nyerte el albumuk címadó dala, 2014-ben pedig a szakmai zsűri díjával jutalmazták a zenekart. „Minka” zenei projektjét 2016-ban indította útjára. A „Minka-dalokban” elektronikus zenével ötvözik a klasszikus és kortárs költők megzenésített verseit.
Mészáros Dezső szobrászművész hatására kezdte meg tanulmányait a Théba Művészeti Szakközépiskolában 1997-ben szobrász szakon. 2001-ben rendezte meg első kiállítását Budapesten, képein londoni utazásait dokumentálta. Az utóbbi években fotókat, rajzokat és grafikákat készít, melyeket „Minka” néven állít ki. A „Minka-rajzokat” 2016-ban mutatta be a Budapest Jazz Clubban, a kiállítást Bán Zsófia írónő nyitotta meg, akivel számos közös daluk született. 2017-ben Debrecenben, Noszvajon, Makón és a Műtárgyak Éjszakáján a Műgyűjtők Házában mutatta be további munkáit. 2017-től a Magyar Képzőművészeti Egyetem intermédia-művész szakos hallgatója.
2018-ban bejutott a Duna eurovíziós dalválasztó műsorába, A Dal 2019-be Frida című dalával.
Jelentősebb munkái: Tájszólás – beszédes képek (Budapest Fotófesztivál, Kiscelli Múzeum, MODEM, Műcsarnok), Mammary, nem baj? interaktív, provokatív memóriajáték (Kiscelli Múzeum, Magyar Képzőművészeti Egyetem), Zikaron – személyes történelem (Auróra, Magyar Képzőművészeti Egyetem).

## Díjak, elismerések
- 2011. Fringe Fesztivál Budapest, Szakmai Különdíj[6]
- 2011. Edinburgh Festival Fringe (Skócia), Sell-out Show Laurel
- 2012. Jazz Voices 2012, Klaipeda, Litvánia
- 2012. EuropaFest Jazz Combo Verseny döntő, Bukarest, Románia
- 2012. Veszprémi Utcazene Fesztivál, Közönségdíj
- 2013. Jazz Showcase, Művészetek Palotája, Budapest[2]
- 2013. Independent Music Awards (USA), Közönségdíj – Você e Eu című dal[3]
- 2014. Made in New York Jazz Competition Solo Vocal kategória Top5 (USA)[7]
- 2014. Independent Music Awards jelöltje 3 kategóriában a Pátkai Rozina: Você e Eu című lemez (Legjobb Latin album, Legjobb Énekes Jazzalbum és Legjobb Jazzdal – El Hombre Que Yo Ame)[3]
- 2014. Independent Music Awards Szakmai Díj, Legjobb Vokális Jazzdal (USA)[3]
- 2015. Independent Music Awards (USA), Legjobb Latin Dal – Ai, nao [3]
- 2018. Independent Music Awards (USA), Legjobb Vokális Jazzalbum – Paraíso na Terra[8]
- 2018. Fonogram, Az év hazai jazzalbuma vagy hangfelvétele jelölés – Paraíso na Terra
- 2019. Independent Music Awards, Legjobb Albumkoncepció – Taladim[9]
- 2021. Különdíj, Firgun Alapítvány rádiójáték-pályázat

## Diszkográfia
- 2011. Bossa Novas (Pátkai Rozina – Tóth Mátyás duó)
- 2013. Você e Eu
- 2015. Samba Chuva EP
- 2016. Paraíso na Terra
- 2018. Taladim
- 2019. EM90 – Erdély Miklós: Rossz szórend
- 2021. Minka
- 2021. Tilos csillagon – Pilinszky János versei

## Egyéb közreműködések
- PECA zenekar, m.v. vokál[10]
- Bin-Jip, m.v. dalszerző, ének[11][12]